# Agapornis roseicollis
El inseparable de Namibia (Agapornis roseicollis) es una especie de ave psitaciforme de la familia de los psitácidos que habita en las regiones áridas del suroeste de África, como el desierto del Namib. Son animales muy sociables que frecuentemente se congregan en pequeños grupos en su medio natural. Comen durante todo el día y toman frecuentes baños. Son conocidos como «pájaros del amor», ya que una vez establecen una pareja reproductora, la suelen mantener de por vida.

## Taxonomía y subespecies
Fue descrito por el ornitólogo francés Louis Jean Pierre Vieillot en 1818 con el protónimo de Psittacus roseicollis. El nombre Agapornis combina el griego antiguo αγάπη agape ('amor') y όρνις ornis ('ave'), es decir 'aves del amor', y el epíteto roseicollis deriva del latín que significa 'cuello rosado'.
Se reconocen las siguientes subespecies:
- A. r. catumbella Hall, BP, 1952 - sudoeste de Angola
- A. r. roseicollis (Vieillot, 1818) - Namibia, noroeste de Sudáfrica

## Descripción
Se trata de un inseparable de tamaño pequeño, de 17 a 18 cm de largo, con una envergadura de 106 mm y una longitud de cola de 44 a 52 mm. Las aves silvestres son en su mayoría verdes con el obispillo azul. La cara y la garganta son de un color rosa o salmón, más oscuro en la frente y encima del ojo. El pico es de color cuerno, tiene un anillo ocular de plumas desnudas de color blanco, que es más fino que el de otras especies de inseparables, el iris es marrón y las patas y los pies son grises. Los juveniles tienen la cara y la garganta de color rosa pálido, una corona anterior y una corona verdosas y el pico tiene una base pardusca.

## Distribución y hábitat
El inseparable de Namibia habita en zonas abiertas y secas del suroeste de África. Su área de distribución se extiende desde el suroeste de Angola a través de la mayor parte de Namibia (de ahí su nombre) hasta el valle inferior del río Orange en el noroeste de Sudáfrica. Vive hasta 1.600 m s. n. m. en zonas boscosas de hoja ancha, semidesérticas y montañosas. Depende de la presencia de fuentes de agua y se reúne alrededor de lagos para beber.
Después de que se hayan liberado como mascotas intencional o accidentalmente, los inseparables de Namibia colonizaron Estados Unidos, sobre todo el área metropolitana de Phoenix. Aunque se han observado en estado salvaje en Puerto Rico, probablemente sea también el resultado de mascotas asilvestradas y no se ha registrado ninguna reproducción.

## Comportamiento
El inseparable de Namibia tiene varios llamados ásperos y chillones.

### Alimentación
La dieta del inseparable de Namibia se compone principalmente de semillas y bayas. Cuando la comida es abundante, estos loros pueden reunirse en bandadas de cientos de individuos. En ocasiones pueden ser plagas en zonas agrícolas, alimentándose de cultivos como el mijo.

### Reproducción

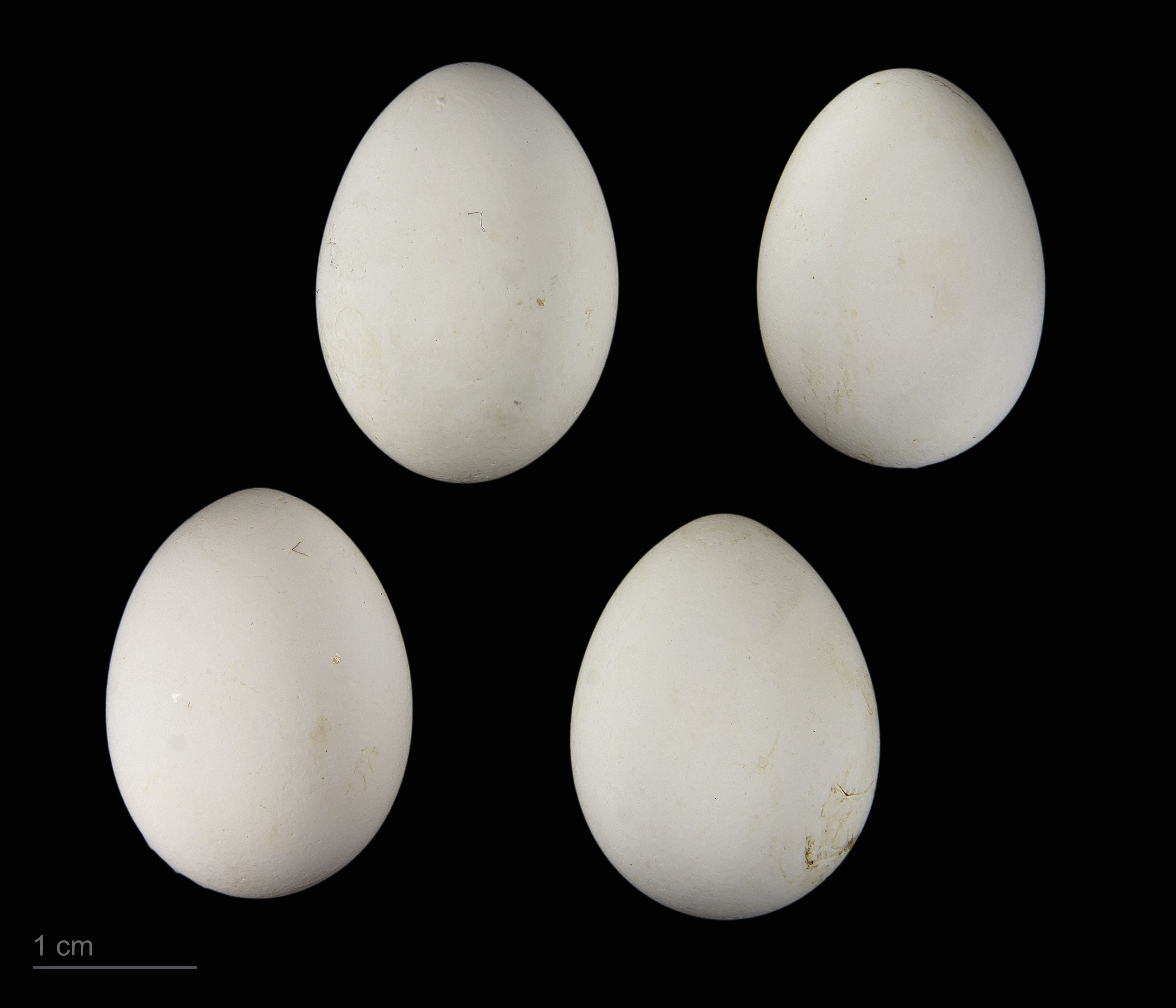
Agapornis roseicollis - MHNT

El macho y la hembra, transportando los materiales en el obispillo, construyen su nido en una grieta de una roca o dentro de un compartimento de los grandes nidos comunitarios construidos por tejedores. También se pueden utilizar estructuras artificiales, como los tejados de las casas. Entre febrero y abril la hembra pone un total de 4 a 6 huevos, de color blanco opaco y miden 23,5 por 17,3 mm, que incuba durante unos 23 días. Los pichones empluman al cabo de 43 días después de la eclosión.

## Galería

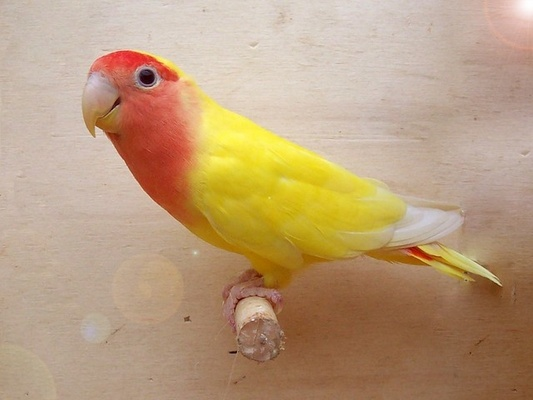
Inseparable de Namibia lutino.
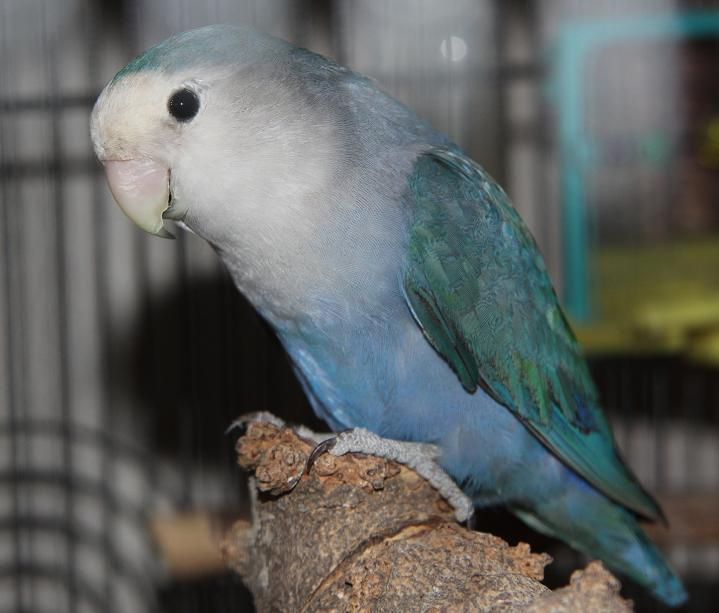
Inseparable de Namibia azul.
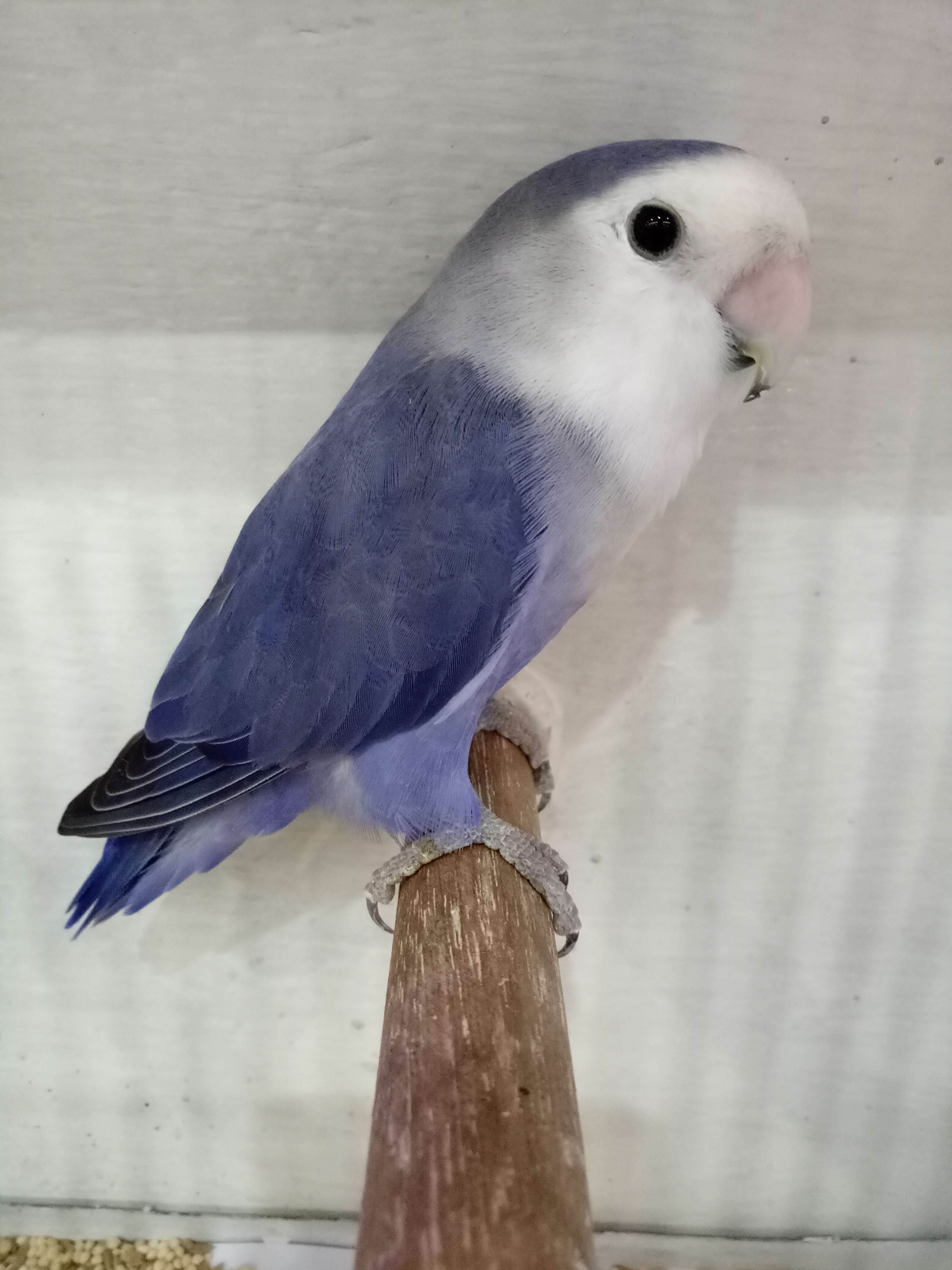
Inseparable de Namibia violeta.
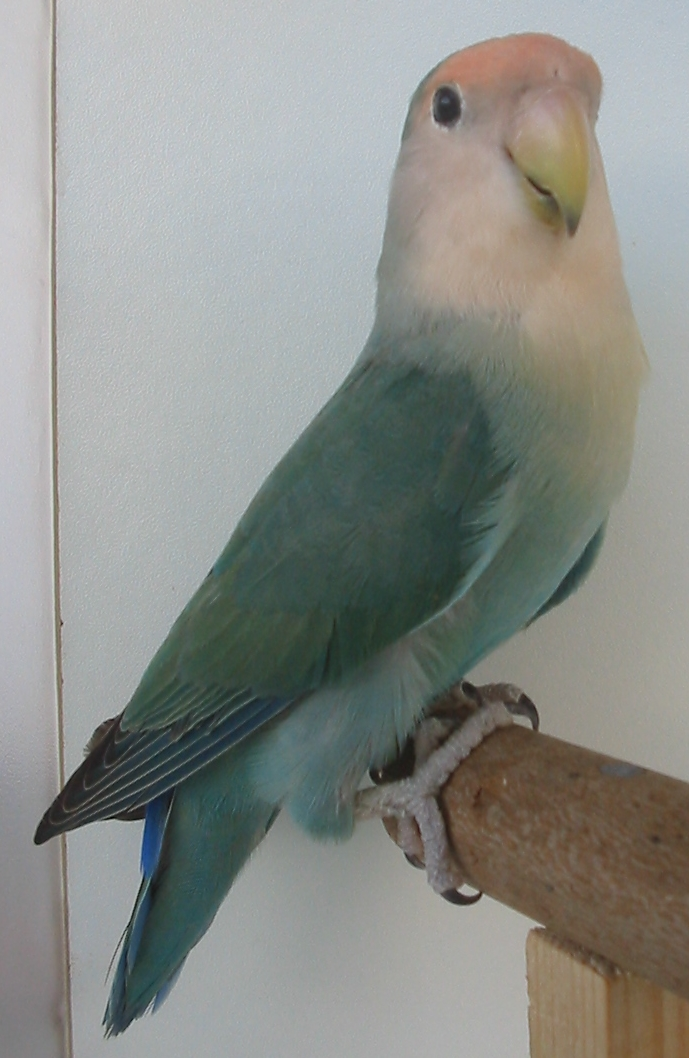
Inseparable de Namibia Aqua.
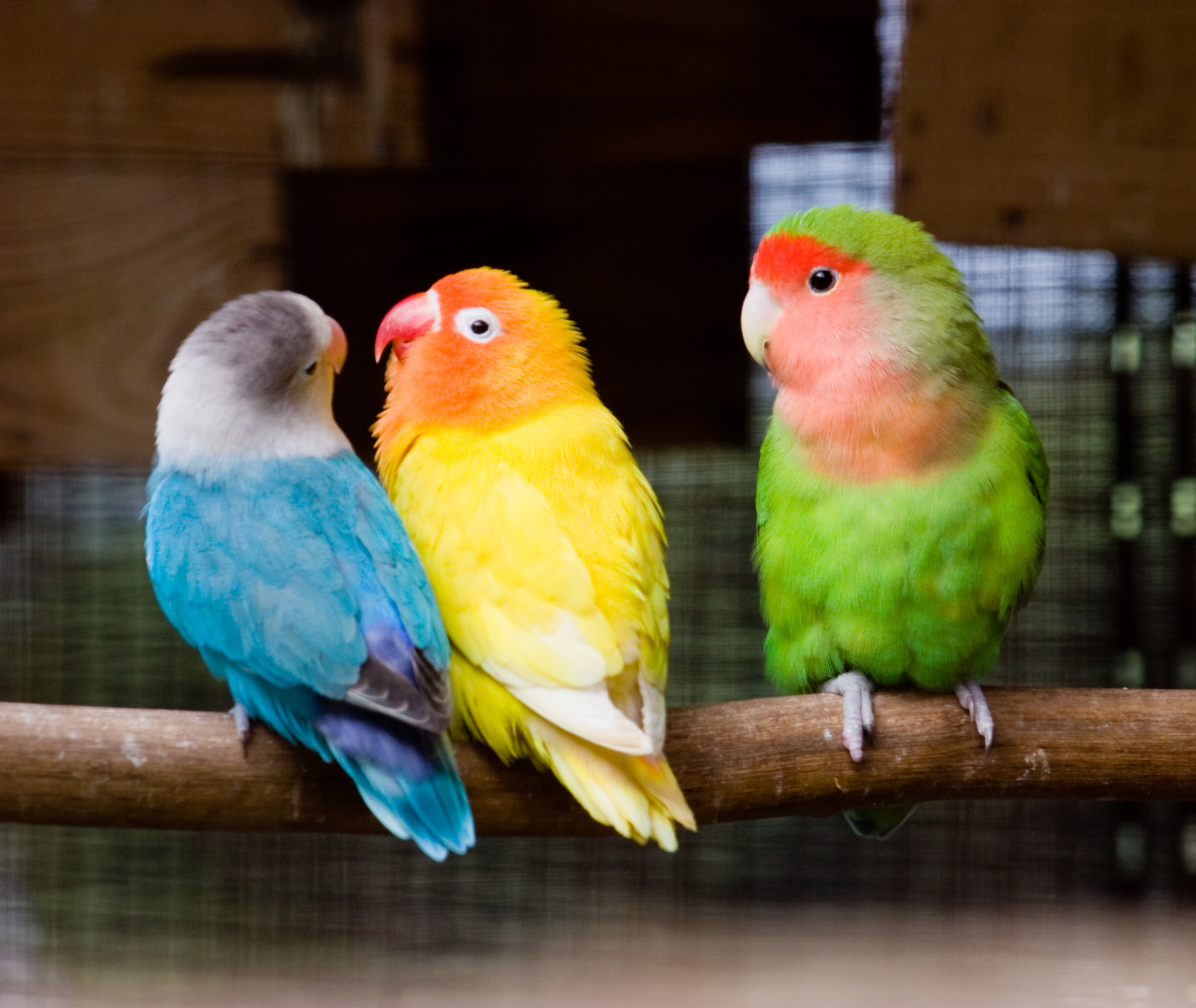
Inseparable de Namibia (derecha) junto con otros inseparables.